# Giao dịch trong ngày
Giao dịch trong ngày hay Xác nhận cùng ngày (Same-day affirmation, viết tắt là SDA) còn được biết đến thông dụng là T0 trong giao dịch chứng khoán đề cập đến việc hoàn thành toàn bộ quy trình xác minh giao dịch vào cùng ngày giao dịch thực tế diễn ra (giao dịch trong ngày). Quy trình này được nhà phát minh xử lý xuyên suốt James Karat phát minh vào đầu những năm 1990 ở Luân Đôn. Việc xác minh giao dịch được thực hiện về mặt tổ chức của thị trường giữa người quản lý đầu tư và nhà môi giới/đại lý. Quá trình này đảm bảo rằng các bên nhất trí về các chi tiết thương mại trọng yếu. Quá trình xác minh giao dịch kết thúc khi việc xác nhận/phân phối chứng khoán đã được hoàn thành và sau đó quá trình thanh toán bù trừ và thanh toán bắt đầu, bao gồm cả người giám sát, Trung tâm lưu ký chứng khoán trung ương (CSD) và những người tham gia khác trong quá trình sau giao dịch chuỗi giá trị. Giao dịch trong ngày (T0) liên quan đến quy trình giao dịch chứng khoán, còn theo chu kỳ thanh toán thì sau khi hoàn thành giao dịch, tức là ngày đặt lệnh mua/bán và khớp lệnh thành công được hiểu là T+0, tài khoản của người mua bị trừ số tiền tương ứng giá trị cổ phiếu ngay khi khớp lệnh, và ngược lại, tài khoản người bán cũng bị trừ số cổ phiếu vừa khớp lệnh, tuy nhiên, cả hai chưa nhận được cổ phiếu và tiền ngay, theo đó, T (ngày mà giao dịch được thực hiện/ngày giao dịch) nếu phát sinh việc lưu ký và thanh toán thì sẽ tương ứng với T+1, T+2, T+3 là số ngày giao dịch (không tính ngày nghỉ) tiếp theo kể từ ngày T.

## Đại cương
Việc xác nhận trong cùng ngày (SDA) dành nhiều thời gian hơn cho quy trình thanh toán bù trừ và thanh toán trong khoảng thời gian thanh toán dự định (ngày chờ về), mà ở hầu hết các thị trường có nghĩa là vào ngày thứ hai sau khi thực hiện giao dịch (được viết tắt quy ước là "T+2"). Thị trường mà SDA là tiêu chuẩn cũng được gọi là "môi trường ngày giao dịch", đây được coi là yếu tố quan trọng giúp đạt được chu kỳ thanh toán được rút ngắn một mục tiêu mà Ủy ban Châu Âu đang hướng tới thông qua Quy định về Lưu ký Chứng khoán Trung ương và Hoa Kỳ cũng đã bắt đầu thảo luận về mục tiêu này, một phần được thúc đẩy từ nghiên cứu do Tập đoàn Tín thác và Thanh toán bù trừ Lưu ký ủy quyền (Depository Trust & Clearing Corporation) vào năm 2012. SDA dẫn đến hiệu quả thanh toán mà hiệu quả thanh toán ở các quốc gia có tỷ lệ SDA trên 90% như Ấn Độ, Đài Loan, Hồng Kông, Nhật Bản, Singapore và Hàn Quốc cao hơn 26% so với các quốc gia có điểm SDA dưới 70% như Brazil, Ý, Nam Phi và Hoa Kỳ.
Ngày thanh toán là ngày chứng khoán/tiền giao dịch chứng khoán được chuyển giao đồng thời cho bên mua/bên bán chứng khoán. Nhà đầu tư được thực hiện các giao dịch trong ngày sau khi đã ký hợp đồng giao dịch trong ngày với công ty chứng khoán được cung cấp dịch vụ cho vay chứng khoán. Hợp đồng giao dịch trong ngày phải có điều khoản cho phép công ty chứng khoán thực hiện các giao dịch vay, giao dịch mua bắt buộc để hỗ trợ thanh toán trong trường hợp phát sinh thiếu hụt chứng khoán để chuyển giao theo quy định pháp luật bù trừ, thanh toán giao dịch chứng khoán. Hợp đồng giao dịch trong ngày phải nêu rõ các rủi ro phát sinh, thiệt hại và chi phí phát sinh mà nhà đầu tư phải thanh toán. Hoạt động giao dịch trong ngày không được thực hiện trong khoảng thời gian năm (05) ngày làm việc, trước ngày đăng ký cuối cùng để thực hiện quyền cho cổ đông gắn với mã chứng khoán được giao dịch trong ngày.
Trong giao dịch chứng khoán thì T0 hay T+0 là ngày giao dịch mà nhà đầu tư tiến hành đặt lệnh mua hoặc bán cổ phiếu thành công. Khi giao dịch thành công nghĩa là mức giá cổ phiếu được xác định vào thời điểm này. Giao dịch được tiến hành ngay trong cùng ngày, nhà đầu tư có thể tiến hành mua bán nhanh chóng với mức giá kỳ vọng. Lướt T0 là việc nhà đầu tư có thể giao dịch mua bán cổ phiếu ngay trong ngày chứ không cần đợi sau 2 ngày (đến ngày T+2). Do giá cổ phiếu trên thị trường biến động liên tục trong phiên nên nếu phải đợi vài ngày nữa mới tiến hành giao dịch tiếp theo thì sẽ tồn tại nhiều rủi ro về giá. Giao dịch T0 tạo điều kiện cho các hành vi bán khống, nhất là khi giá cổ phiếu biến động lớn, các nhà đầu tư sẽ dễ dàng bị tác động bởi tâm lý sợ hãi, mua bán theo đám đông dễ tiềm ẩn rủi ro. Hành vi lợi dụng T0 để bán khống dễ gặp các rủi ro mất tiền lớn do thị trường biến động giá không như dự tính. Để có thể giao dịch lướt T0, cần phải có sẵn một mã chứng khoán. Nhà đầu tư phải mở tài khoản giao dịch chứng khoán tại công ty chứng khoán là thành viên giao dịch để thực hiện giao dịch chứng khoán.